# Quarraisha Abdool Karim
Quarraisha Abdool Karim est une épidémiologiste sud-africaine, née le 20 mars 1960, dont les travaux portent essentiellement pour la prévention et le traitement du Virus de l'immunodéficience humaine (VIH) auprès des femmes. Elle est notamment lauréate de la plus haute distinction d'Afrique du Sud, l'Ordre de Mapungubwe (bronze).

## Carrière
Elle est membre de l'Académie des Sciences d'Afrique du Sud, et de l'Académie africaine des sciences.
Lors de la XVIIIe conférence internationale sur le SIDA, en 2010 (en), l'annonce des résultats de l'étude CAPRISA 004 a donné lieu à une standing ovation, ce qui est fort rare lors d'un congrès scientifique.
Elle est mondialement connue pour avoir montré l'efficacité d'un gel topique anti-VIH permettant de réduire considérablement les infections par le virus, et en même temps donne aux femmes un contrôle direct et effectif sur leur santé.
Elle a mené une étude dans une communauté rurale au KwaZulu-Natal pour essayer de comprendre comment le VIH se propage parmi les jeunes femmes et les écolières. « Elle utilise un séquençage génétique du Sida de chaque personne infectée afin de comprendre les liens et les sources potentielles du virus. ». En 2017, elle est nommée par le directeur exécutif du Programme commun des Nations unies sur le VIH et le sida (ONUSIDA) ambassadrice spéciale de l'ONUSIDA pour les adolescents et le VIH. En dehors de ses recherches sur le VIH et le sida, Abdool Karim a également œuvré à l'amélioration de l'éducation et de la formation des scientifiques en Afrique du Sud et a défendu la cause des femmes dans les sciences. Dans le cadre du programme international de formation et de recherche sur le sida Fogarty de l'université Columbia et de l'Afrique du Sud, Mme Abdool Karim a contribué à la formation de plus de 600 scientifiques dans la région depuis 1998.
Elle a également pris la parole et donné des interviews pour expliquer les difficultés liées au fait d'être une femme dans la recherche et pour encourager davantage de jeunes femmes à poursuivre des études scientifiques.
Elle est mariée avec Salim Abdool Karim (en) avec qui elle avait mené des recherches.

## Prix et distinctions
Le 26 octobre 2014 à Mascate, Quarraisha Karim remporte le prix TWAS-Lenovo Science 2014. Elle est la première femme à recevoir ce prix de 100 000 $, un des prix scientifiques les plus prestigieux attribués à des scientifiques des pays en développement, et remis lors du congrès annuel de The World Academy of Sciences (Twas).
En 2016, elle est lauréate du Prix L'Oréal-Unesco pour les femmes et la science « pour la prévention et au traitement du VIH auprès des femmes africaines »

## Publications
- HIV/AIDS in South Africa, 2010[10]
- Trends in HIV/AIDS infection : beyond current statistics
- Women and AIDS : the imperative for a gendered prognosis and prevention policy
- Reducing the Risk of HIV Infection among South African Sex Workers: Socioeconomic and Gender Barriers. American Journal of Public Health. 1995.